# 2010. november 20-i konzisztórium
A 2010. november 20-i konzisztóriumot XVI. Benedek pápa hívta össze október 20-án. Összesen 24 új bíborost kreált, közülük 20 pápaválasztó (80 év alatti).
| Nº                         | Ország                          | Név                                    | Életkor                | Hivatal                                                 |
| Pápaválasztó bíborosok     | Pápaválasztó bíborosok          | Pápaválasztó bíborosok                 | Pápaválasztó bíborosok | Pápaválasztó bíborosok                                  |
| -------------------------- | ------------------------------- | -------------------------------------- | ---------------------- | ------------------------------------------------------- |
| 1                          | Olaszország                     | Angelo Amato S.D.B.                    | 72                     | a Szenttéavatási Ügyek Kongregációja prefektusa         |
| 2                          | Egyiptom                        | Antonios Naguib                        | 75                     | alexandriai kopt katolikus pátriárka                    |
| 3                          | Guinea                          | Robert Sarah                           | 65                     | a „Cor unum” Pápai Tanács elnöke                        |
| 4                          | Olaszország                     | Francesco Monterisi                    | 76                     | a Falakon-kívüli Szent Pál-bazilika főpapja             |
| 5                          | Olaszország                     | Fortunato Baldelli                     | 75                     | az Apostoli Penitenciária főpenitenciáriusa             |
| 6                          | Amerikai Egyesült Államok       | Raymond Leo Burke                      | 62                     | az Apostoli Szignatúra Legfelsőbb Bírósága prefektusa   |
| 7                          | Svájc                           | Kurt Koch                              | 60                     | a Keresztény Egységtörekvés Pápai Tanácsa elnöke        |
| 8                          | Olaszország                     | Paolo Sardi                            | 76                     | az Apostoli Kamara kamarás-helyettese                   |
| 9                          | Olaszország                     | Mauro Piacenza                         | 66                     | a Kléruskongregáció prefektusa                          |
| 10                         | Olaszország                     | Velasio De Paolis C.S.                 | 75                     | a Szentszék Gazdasági Ügyei Prefektúrája elnöke         |
| 11                         | Olaszország                     | Gianfranco Ravasi                      | 68                     | a Kultúra Pápai Tanácsa elnöke                          |
| 12                         | Zambia                          | Medardo Joseph Mazombwe                | 79                     | a Lusakai főegyházmegye nyugalmazott érseke             |
| 13                         | Ecuador                         | Raúl Eduardo Vela Chiriboga            | 76                     | a Quitói főegyházmegye nyugalmazott érseke              |
| 14                         | Kongói Demokratikus Köztársaság | Laurent Monsengwo Pasinya              | 71                     | a Kinshasai főegyházmegye érseke                        |
| 15                         | Olaszország                     | Paolo Romeo                            | 72                     | a Palermói főegyházmegye érseke                         |
| 16                         | Amerikai Egyesült Államok       | Donald William Wuerl                   | 70                     | a Washingtoni főegyházmegye érseke                      |
| 17                         | Brazília                        | Raymundo Damasceno Assis               | 73                     | az Aparecidai főegyházmegye érseke                      |
| 18                         | Lengyelország                   | Kazimierz Nycz                         | 60                     | a Varsói főegyházmegye érseke                           |
| 19                         | Srí Lanka                       | Albert Malcolm Ranjith Patabendige Don | 63                     | a Colombói főegyházmegye érseke                         |
| 20                         | Németország                     | Reinhard Marx                          | 57                     | a München-Freisingi főegyházmegye érseke                |
| Nem pápaválasztó bíborosok |                                 |                                        |                        |                                                         |
| 21                         | Spanyolország                   | José Manuel Estepa Llaurens            | 84                     | Spanyolország nyugalmazott tábori érseke                |
| 22                         | Olaszország                     | Elio Sgreccia                          | 82                     | a Pápai Életvédő Akadémia nyugalmazott elnöke           |
| 23                         | Németország                     | Walter Brandmüller                     | 81                     | a Pápai Történettudományi Bizottság nyugalmazott elnöke |
| 24                         | Olaszország                     | Domenico Bartolucci                    | 93                     | a Sixtus-kápolna kórusának nyugalmazott karnagya        |